# Maroko na Letnich Igrzyskach Olimpijskich 1968
Maroko na Letnich Igrzyskach Olimpijskich 1968 reprezentowało 24 sportowców (tylko mężczyzn) w czterech dyscyplinach. Był to trzeci występ tego kraju na igrzyskach olimpijskich – po raz kolejny marokańscy sportowcy nie zdobyli żadnego medalu.

## Wyniki

### Boks
- Tahar Aziz – waga papierowa (odpadł w drugiej rundzie)
- Boujemaa Hilmann – waga musza (odpadł w pierwszej rundzie)
- Mohamed Sourour – waga piórkowa (odpadł w drugiej rundzie)
- Mohamed Bouchara – waga półśrednia (odpadł w drugiej rundzie)
- Lahcen Ahidous – waga średnia (odpadł w pierwszej rundzie)

### Koszykówka
- Abdel Jabbar Bel Gnaoui, Mohammed Alaoui, Abdel Wahed Ben Siamar Mimun, Abderrahmane Sebbar, Abderraouf Laghrissi, Allal Bel Caid, Farouk Dioury, Fathallah Bouazzaoui, Khalil El-Yamani, Moukhtar Sayed, Moulay Ahmed Riadh, Noureddine Cherradi – 16. miejsce

### Lekkoatletyka
- Hassan El-Mech – bieg na 100 metrów (odpadł w eliminacjach)
- Omar Ghizlat – bieg na 400 metrów (odpadł w eliminacjach)
- Hamadi Haddou – bieg na 1500 metrów (odpadł w półfinale)

### Zapasy
Styl klasyczny
- Mohamed Karmous – waga musza (odpadł po 2 z 6 walk)
- Khalifa Karouane – waga kogucia (odpadł po 2 z 8 walk)
- Rahal Mahassine – waga piórkowa (odpadł po 2 z 7 walk)
- Mohamed Moukrim Ben Mansour – waga lekka (odpadł po 2 z 8 walk)